# Pompe à bras
Pour les articles homonymes, voir Pompe (homonymie).

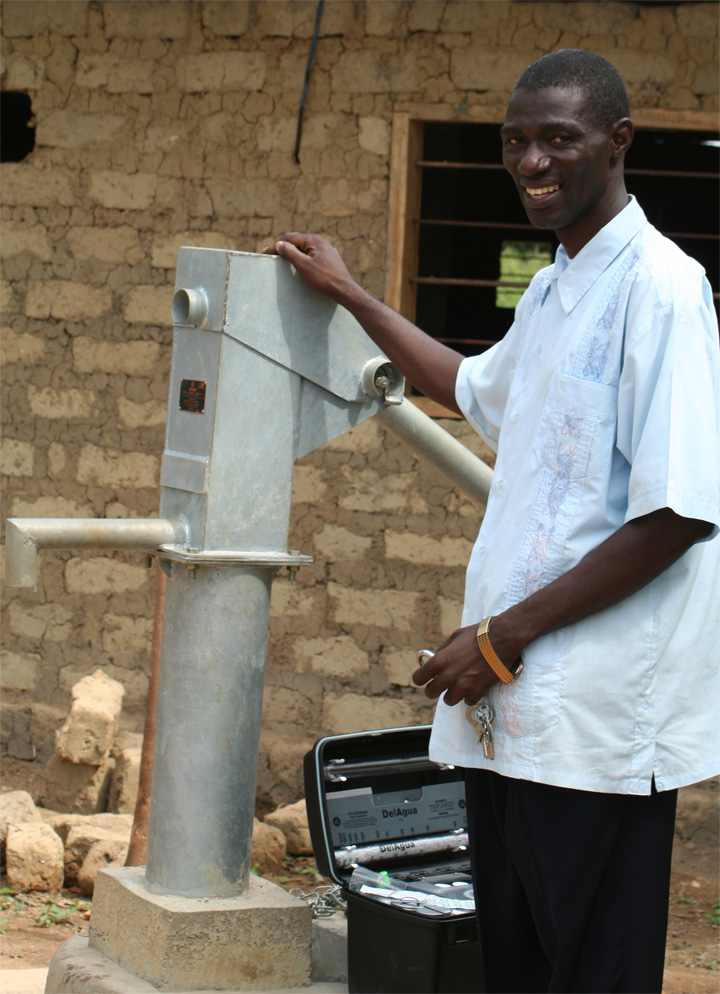
Pompe à bras rurale moderne, Liberia.

Les pompes à bras sont un type de pompe actionnée par l'homme. On retrouve invariablement chez elles un ou plusieurs cylindres dans lesquels coulisse un piston avec ou sans clapet. Le piston est lui-même mis en mouvement par un balancier ou « bras » que l'on actionne manuellement. Le principe de ces pompes établi dans la Grèce antique et mis en pratique par la Rome antique, se retrouve dans les pompes à piston domestiques, rurales ou urbaines mises en place par la fontainerie, notamment aux XVIIIe et XIXe siècles ainsi que dans les engins de lutte contre l'incendie, apparus au début du XVIIe siècle, les pompes à bras de pompier.

## Pompe à bras antique
La pompe à piston, est la conséquence des recherches menées par Ctésibios au IIIe siècle av. J.-C. à Alexandrie. Les efforts qu'il entreprend dans la réalisation de son orgue hydraulique le mènent à inventer le piston au cœur de nombreuses machines hydrauliques et notamment les pompes. Des systèmes de pompe sont décrits par Philon que l'on considère comme le continuateur de Ctésibios, Vitruve (machina Ctesibica) et Héron d'Alexandrie. Ce qui n'était souvent qu'un objet de curiosité pour les grecs sera mis en pratique par les romains, notamment dans les mines pour réaliser l'exhaure. De l'époque romaine deux pompes nous sont parvenues dans un état de conservation important. L'une à la mine de Sotiel Coronada à Calañas en Espagne, l'autre à Bolsena en Italie. Dans son article Technology and Culture sur l'origine de la pompe d'aspiration, Sheldon Shapiro déclare que la première représentation d'une pompe aspirante est un dessin publié par l'ingénieur italien Mariano Jacopo Taccola en 1433. Plus d'illustrations détaillées de ce type de pompe datent de 1475-80, mais il indique que la première utilisation pratique était dans l'industrie minière allemande quelque temps avant 1527.

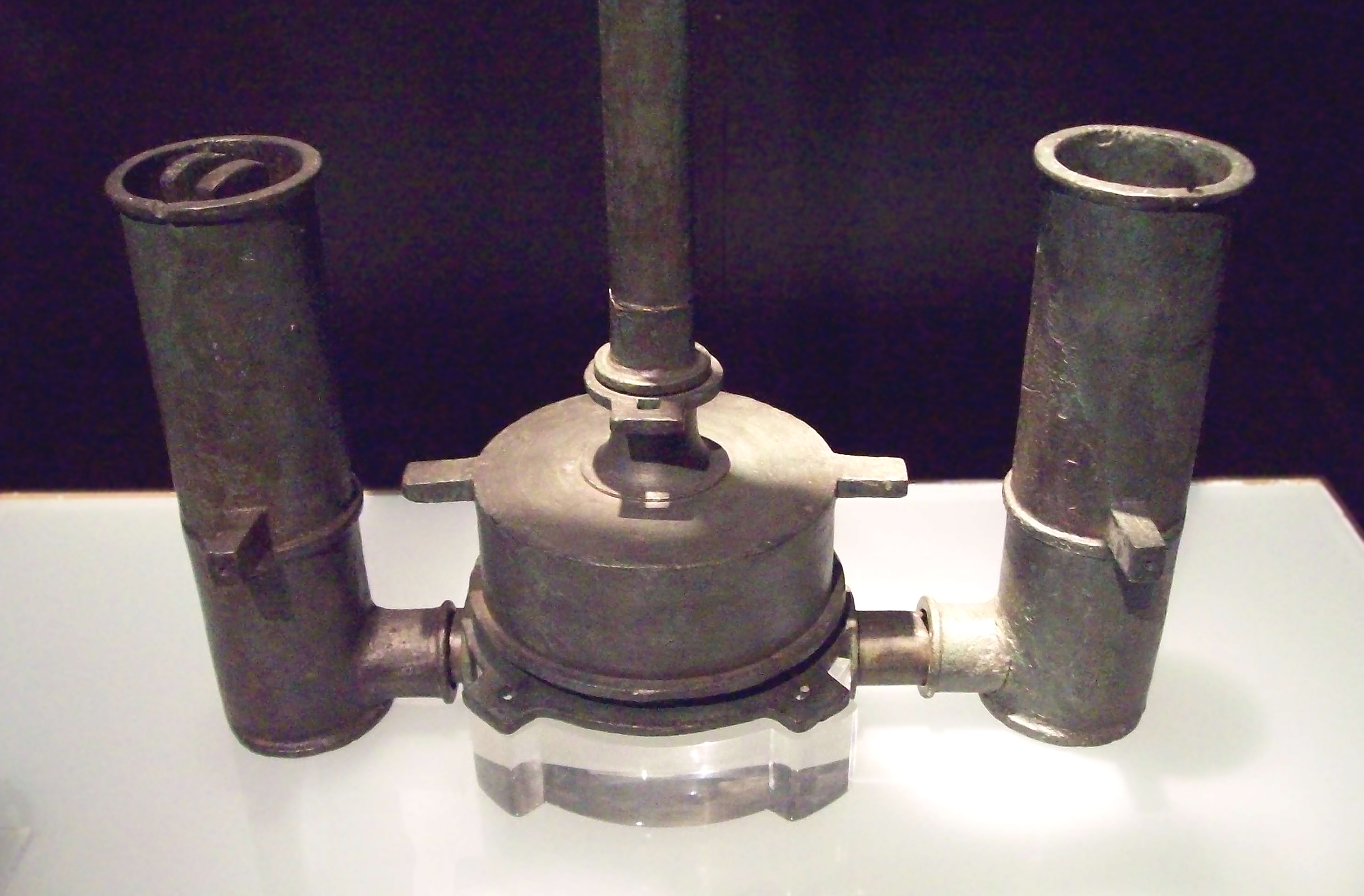
Pompe hydraulique romaine. Ier siècle à IIe siècle Fonte. Mine de Sotiel Coronada. Calañas, Espagne.
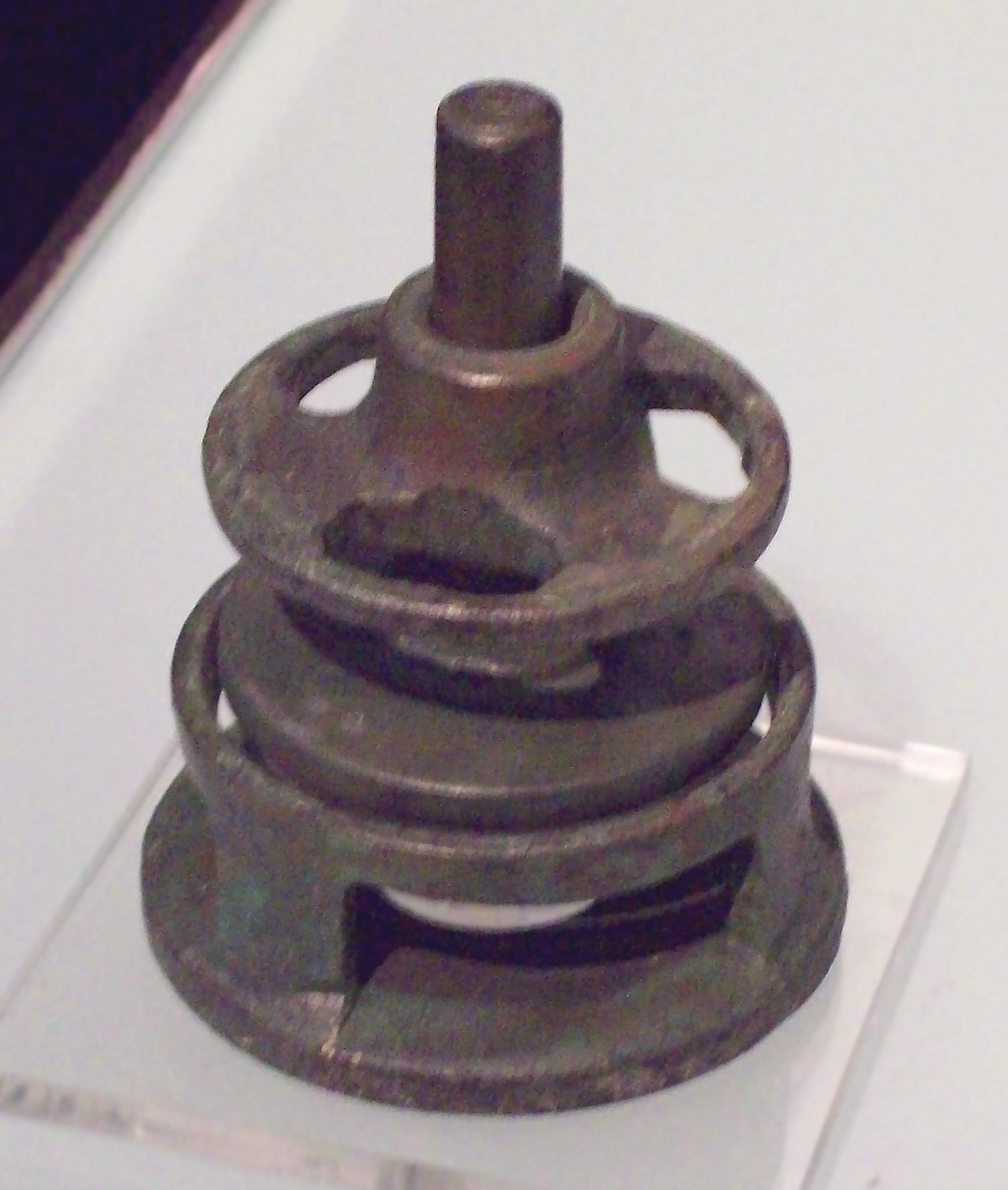
Piston de pompe hydraulique romaine. Ier siècle à IIe siècle Fonte. Mine de Sotiel Coronada. Calañas, Espagne
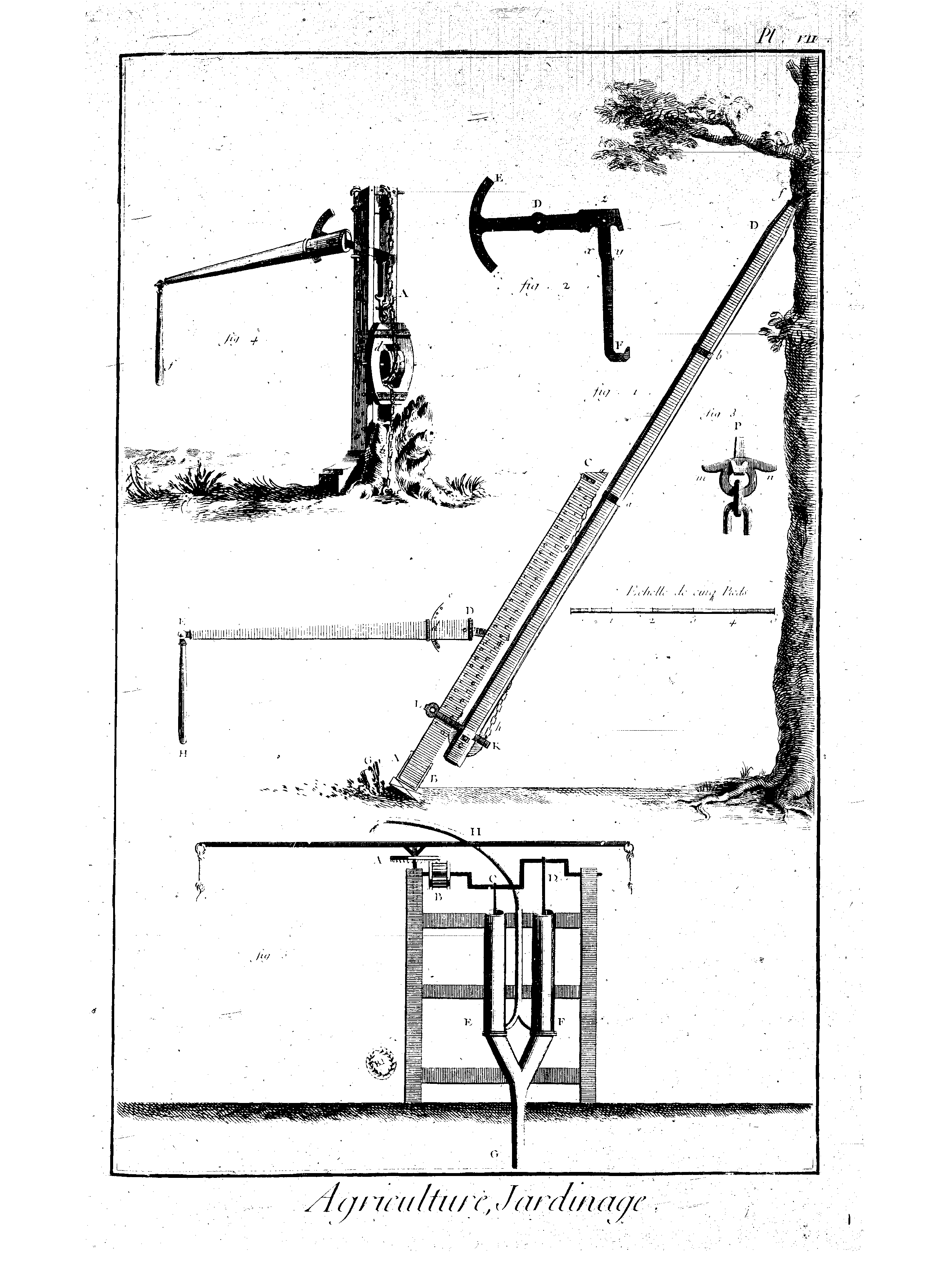
Pompe aspirante et foulante associée à un système bielle-manivelle, Encyclopédie Diderot et d'Alembert

## Principe
Un piston coulisse dans un cylindre réalisant une dépression dans le cas de la pompe aspirante, ou une compression dans le cas de la pompe refoulante. Certaines pompes comme la machine de Ctésios réalisent alternativement les deux opérations : elles sont appelées pompe aspirante refoulante. La pompe à bras est qualifiée de pompe volumétrique alternative (dont le mouvement est alternatif, par opposition aux pompe rotatives). Elle peut être associée à un système bielle-manivelle pour augmenter son efficacité, ou actionnée par un moulin à eau ou un manège.

### Pompe aspirante

Pompe aspirante, principe

Les pompes aspirantes élèvent l'eau par succion en créant une chute de pression entre le niveau d'eau dans le tuyau et la surface inférieure du piston. Un clapet anti-retour placé sur le piston impose à l'eau de circuler dans un seul sens et permet de répéter l'opération de pompage.
La hauteur à laquelle cette pompe peut élever l'eau dépend de la différence entre la pression à la surface libre de l'eau et la pression plus basse créée dans le tuyau par le mécanisme de la pompe. La limite théorique est donc la différence entre la pression atmosphérique et un vide parfait, ce qui élèverait l'eau à 10,33 mètres, comme l'a établi Evangelista Torricelli en 1644. Il répondait au problème que lui avaient posé les fontainiers de Florence qui s'acharnaient depuis plusieurs années sans résultat à aspirer l'eau de l'Arno à plus de trente-deux pieds de hauteur (10,33 mètres).
Dans la pratique cependant on dépasse rarement 7 mètres, valeur qui diminue encore en altitude (où la pression atmosphérique est plus basse) ou si l'eau est chaude.
Par ailleurs, si la pression créée dans le tuyau est trop basse l'eau libérera les gaz dissous qu'elle contient et formera des bulles (c'est la cavitation). Si on se rapproche d'un vide parfait, elle se mettra à bouillir à température ambiante. Dans les deux cas, l'eau retombe dans le tuyau.

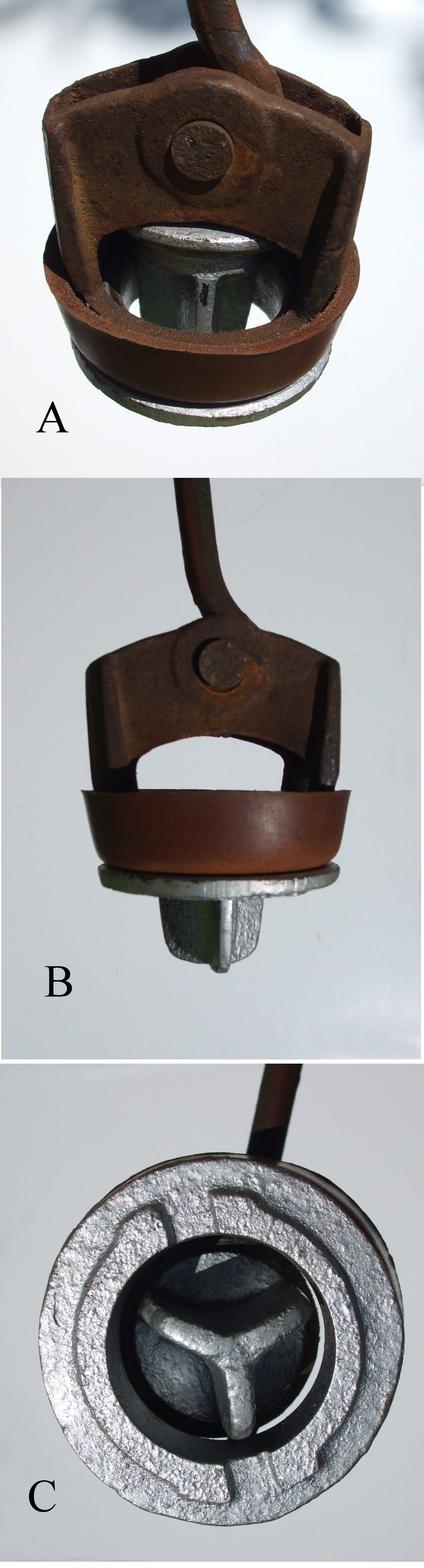
Piston à clapet de pompe aspirante.
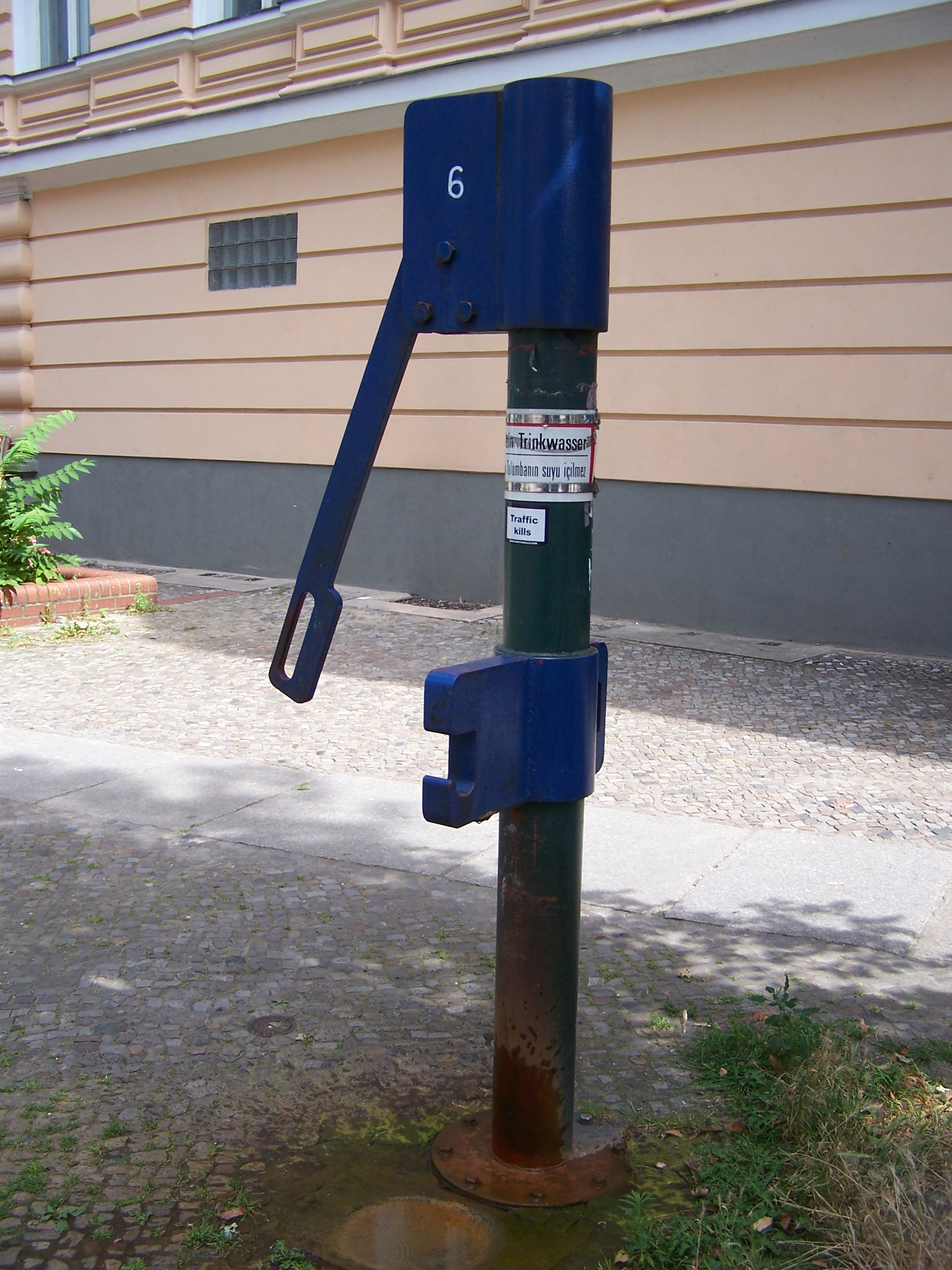
Pompe à bras, Berlin, Allemagne.
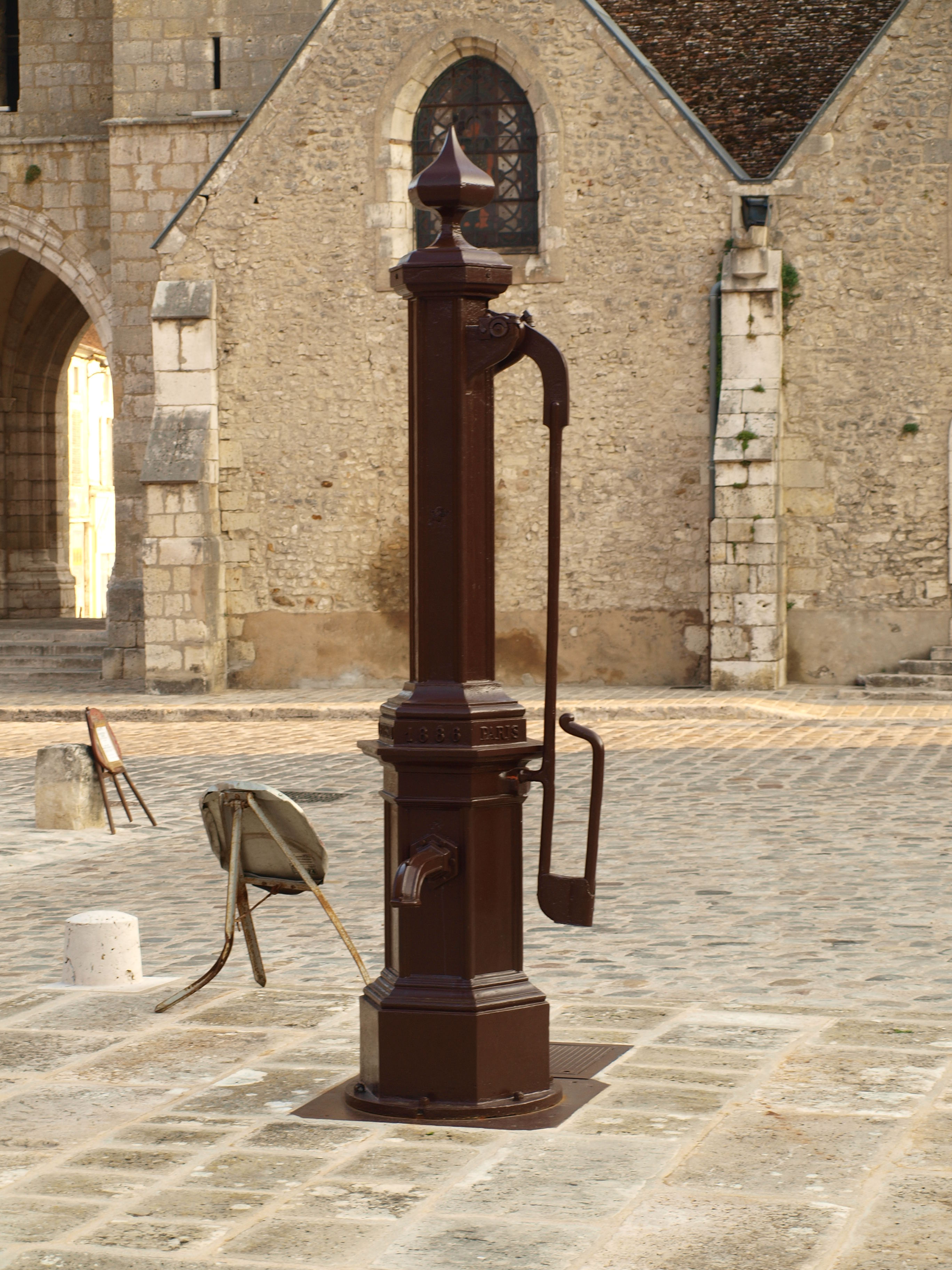
Pompe à Égreville, France
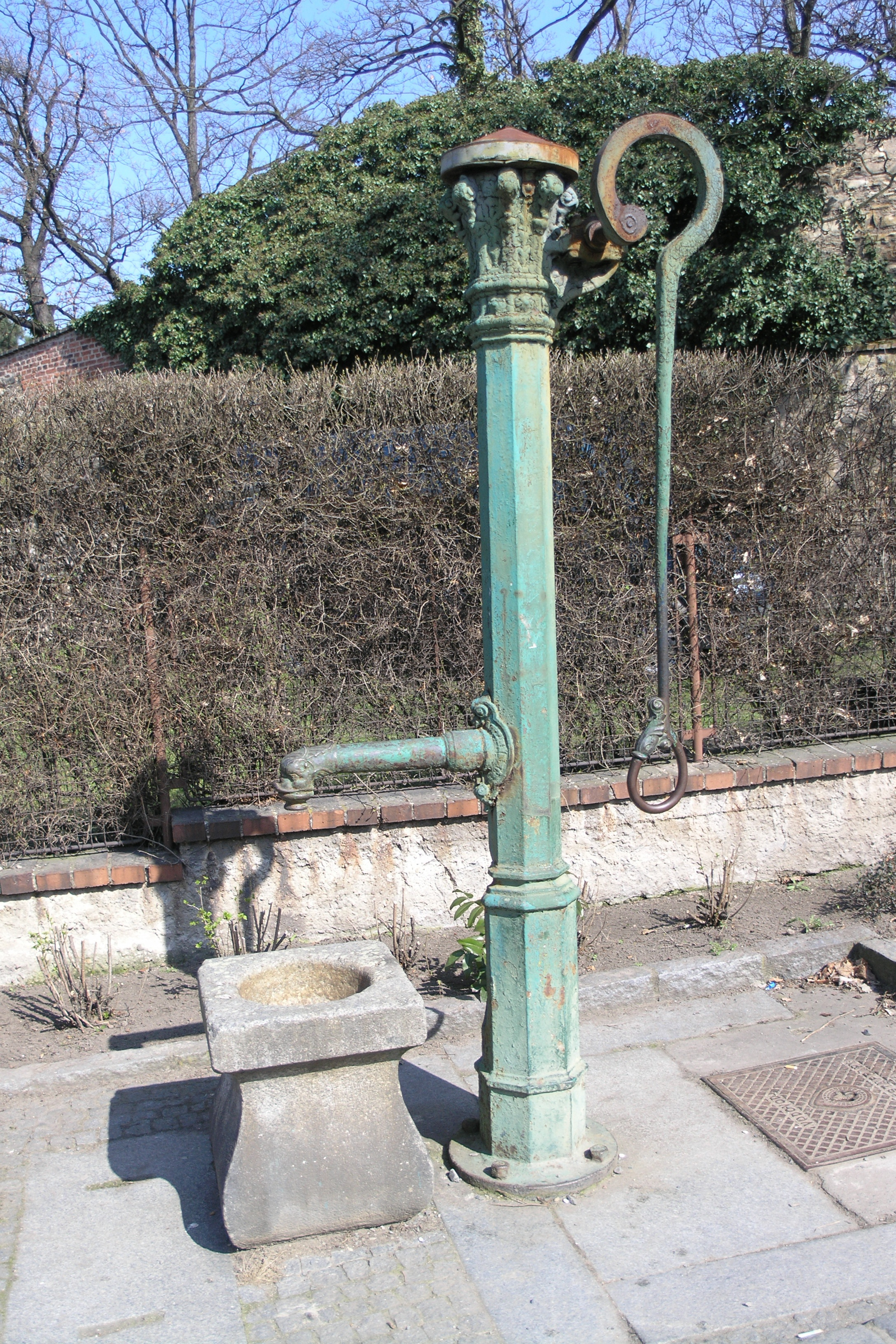
Pompe, Vyšehrad, République tchèque

### Pompe refoulante
Dans le cas de la pompe refoulante, le piston force l'eau dans la canalisation qui n'a pas d'autre choix que de monter.

### Pompe aspirante et foulante
Dans la pompe aspirante et foulante, le piston joue alternativement les deux rôles. C'est le cas par exemple dans la pompe à bras de pompier et dans le premier mécanisme de pompe aspirante refoulante mise au point par Ctésibios d'Alexandrie. 

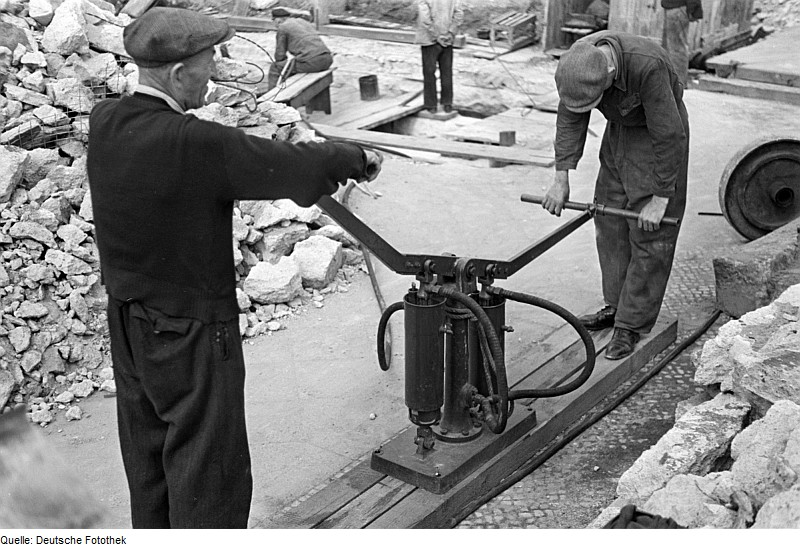
Pompe à bras utilisée pendant la reconstruction de Berlin
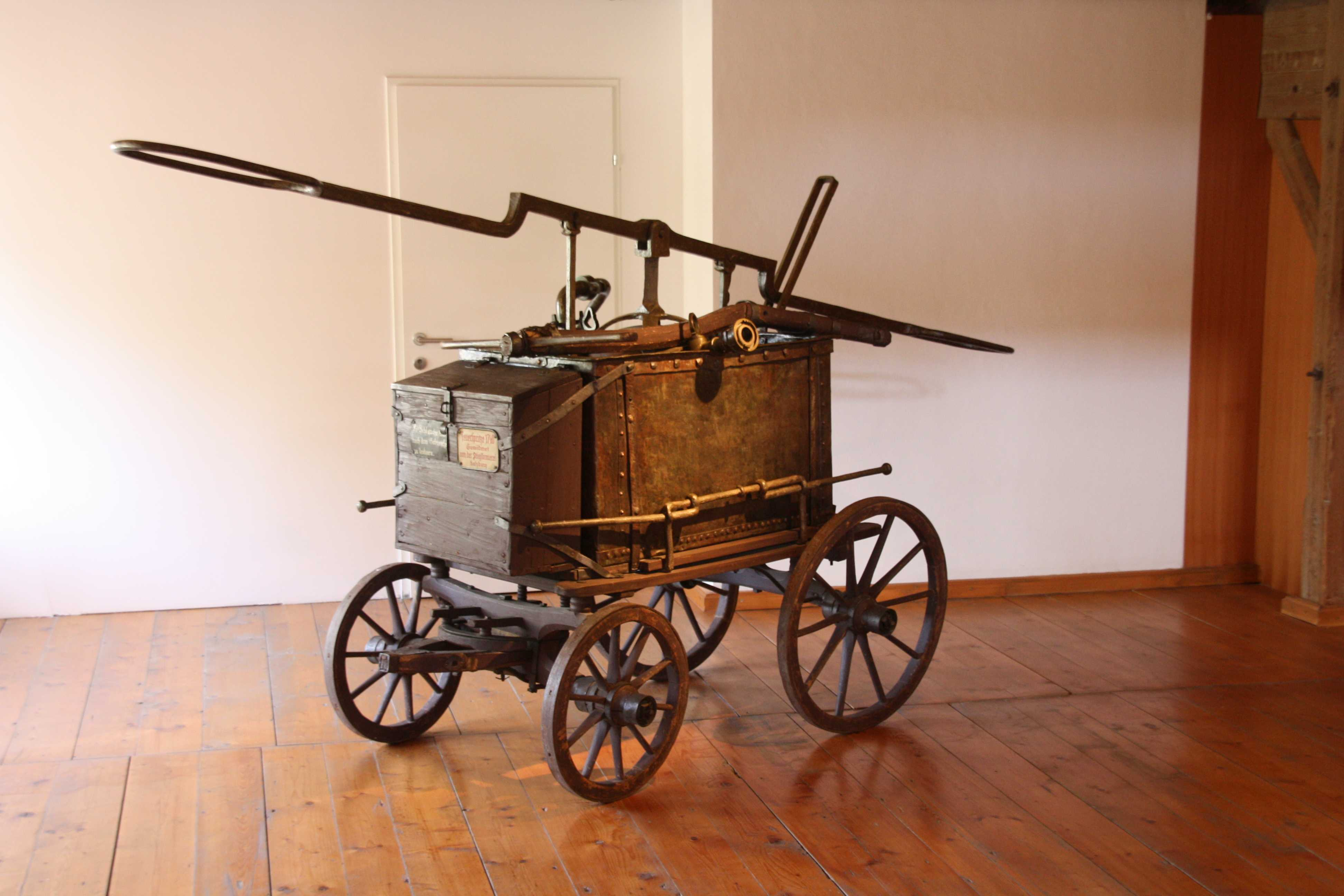
Pompe à bras de pompier, 1740, Musée Stieglbrauerei, Salzbourg
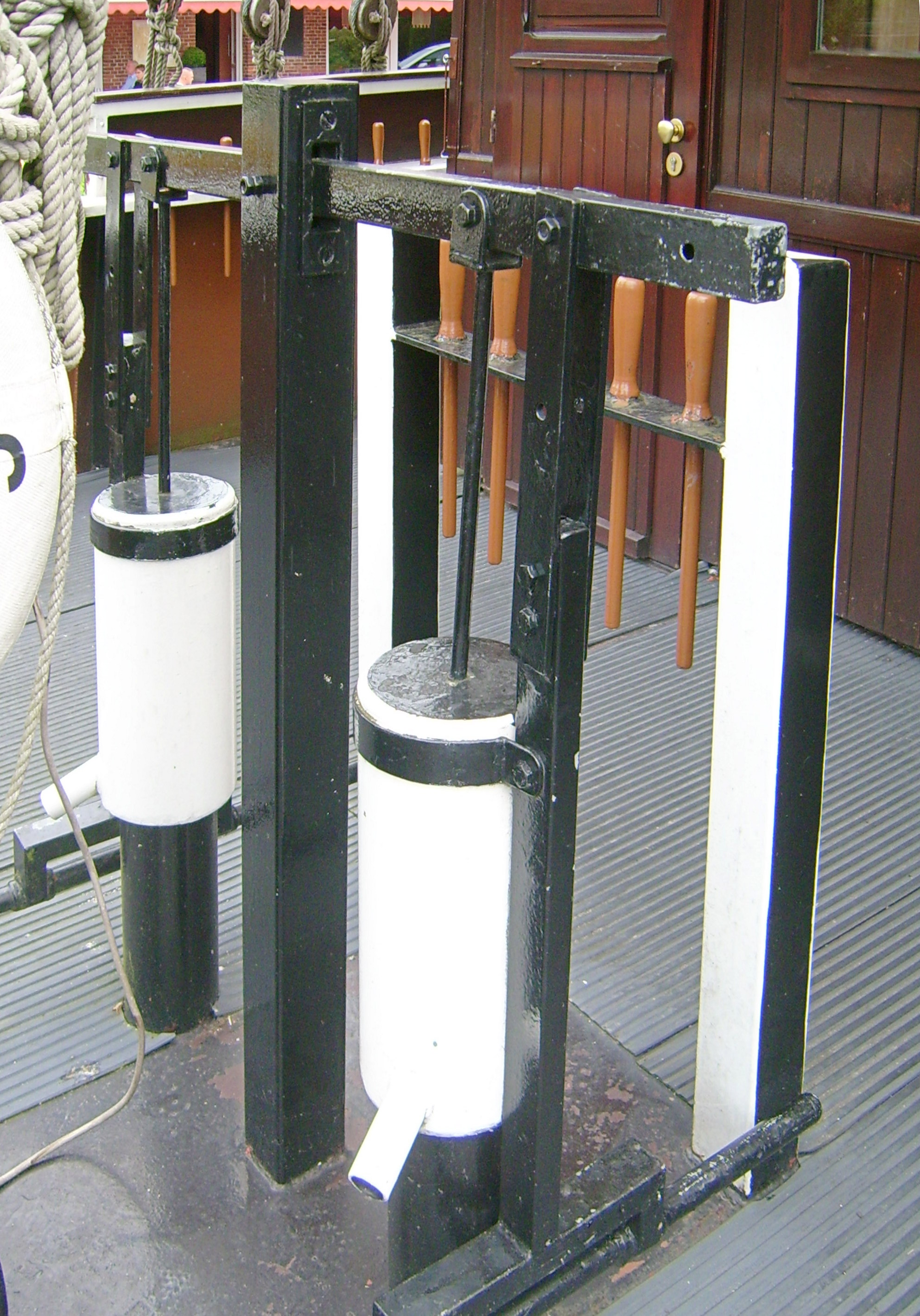
Pompe d'assèchement de bateau
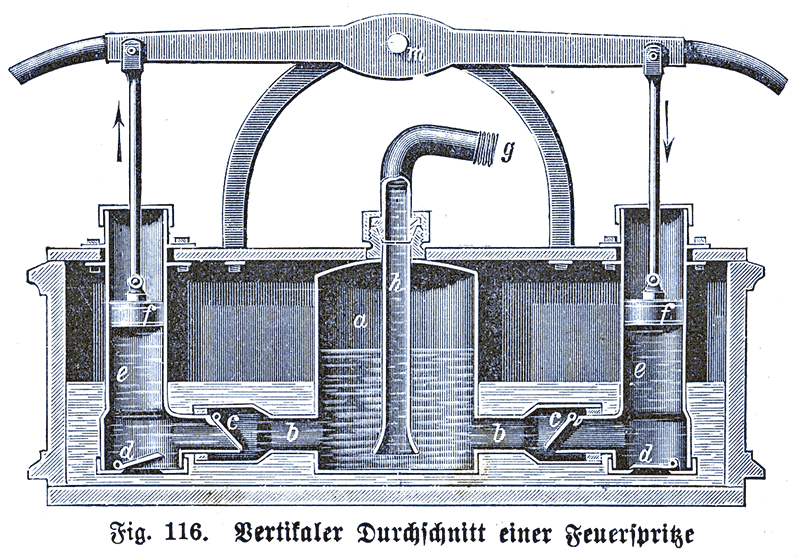
Pompe à bras de pompier, une pompe aspirante refoulante. Deux pistons coulissent alternativement dans des cylindres, d'une part aspirent l'eau du bassin et d'autre part la refoulent dans la cloche de pression et ensuite la lance d'arrosage. Un double système de clapet oblige l'eau à n'aller que dans le sens de la sortie.

## Pompe à bras de fontainerie

Pompe aspirante

Fin XVIIIe siècle, en termes de fontainerie, une pompe désigne une machine composée de tuyaux cylindriques de bois, de plomb ou de potin, d'un piston et de soupape, dont on se sert pour puiser l'eau et l'élever. Pomper équivaut à mouvoir le piston d'une pompe pour faire monter l'eau. Il existe différents types de pompe : pompe aspirante, pompe refoulante, pompe aspirante et foulante, pompe à cylindre et pompe noyée. Toutes ces pompes se meuvent, soit à bras par une bascule, soit par eau, soit par un manège ; le mécanisme en diffère selon leur position :
- pompe aspirante ou ordinaire. Pompe qui agit par le moyen de la pression de l'air. Elle aspire jusqu'à trente-deux pieds (soit 10,33 mètres, comme l'a montré Evangelista Torricelli en 1644) de hauteur du niveau de l'eau. Dans le corps du tuyau cylindrique est renfermé un piston percé, garni d'une soupape ou clapet ;
- pompe refoulante. Pompe qui élève l'eau de même que la précédente. Son piston, au lieu d'avoir un clapet, est massif et agit dans le tuyau d'aspiration ; sous ce piston est un clapet et un coude pour que l'eau puisse s'échapper, lorsqu'elle est comprimée par le piston ;
- pompe aspirante et foulante. Pompe qui fait le service des deux précédentes. On en fait usage pour élever l'eau où on peut désirer dans les divers étages d'une maison ;
- pompe à cylindre. Pompe semblable à la pompe refoulante, excepté que le corps de pompe est fermé par une boîte nommée suffinboc, dans laquelle passe une tringle en cuivre que l'on nomme cylindre, à laquelle est fixé le piston ;
- pompe noyée ou élévatoire. Pompe la plus simple de toutes comme la moins sujette à entretien, monte l'eau à une grande hauteur ; elle se place au fond du puits ; le piston qui est plein agit au bas du corps ; l'eau entrant par des ouvertures faites dans la pompe au-dessus du piston est foulée et élevée par lui, puis retenue par un clapet qui est placé au-dessus de ce piston.

Le piston est un corps cylindrique, solide ou percé, avec ou sans soupape à l'intérieur, attaché à l'extrémité d'une verge ou tringle de fer ou de bois qu'on lève et baisse alternativement dans le tuyau ou corps de pompe par le moyen d'un balancier, pour aspirer et faire monter l'eau ; Il s'agit souvent d'une pièce de cuivre, ou un morceau de bois tourné garni de cuir au pourtour et cerclé en cuivre. Le piston est évidé et garni d'un clapet, lorsqu'il fait le service d'une pompe aspirante, et il est plein lorsqu'il fait celui d'une pompe foulante. La verge de piston ou tringle (Axe du piston sur l'illustration) est en bois ou en fer. Le balancier (Bras sur l'illustration) est en fer. Le châssis en fer, le balancier et la verge de piston constituent l'armature de la pompe. Le barillet (Cylindre sur l'illustration) est la partie de tuyau en cuivre dans laquelle monte et descend le piston.
Dans les pompes en bois, un manchon - cylindre en cuivre rouge - est rapporté à l'intérieur du corps de pompe, à l'endroit où est placé le piston pour rendre son frottement plus doux, et pour qu'il ferme bien hermétiquement.
Le suffinboc (mauvaise transcription de l'anglais stuffing box, presse-étoupe) se rapporte sur la tête d'un corps de pompe à cylindre en remplacement des cuirs et d'une bride ordinaire ; il sert à rendre le frottement plus doux, à boucher hermétiquement le haut de la pompe, et par la facilité qu'on à de le déposer et le regarnir, il sert encore à diminuer les frais de réparation. Le Suffinboc est une boîte en cuivre faite de deux pièces se montant à vis, percée d'un trou rond au milieu pour le passage de la tringle, et rivée sur une bride à trois oreilles ; le dedans est rempli de chanvre et de graisse ou de plusieurs ronds en cuir.
Le tuyau d'aspiration est le tuyau qui est placé entre le corps d'une pompe et le fond du puits, et dans lequel l'eau monte au moyen de l'air aspiré par le jeu du piston.
Un calotin ou calotte d'aspiration, pièce de cuivre circulaire au bas de laquelle est renfermé un clapet, que l'on place entre le corps de pompe et la superficie de l'eau, sert à diviser l'ascension de l'eau en deux temps, afin de diminuer son poids dans l'action d'aspiration.
La bâtonnée se dit de la quantité d'eau qu'élève une pompe à chaque coup de piston.
Certaines pompes établie en villes seront richement habillées accédant à une dimension monumentale.

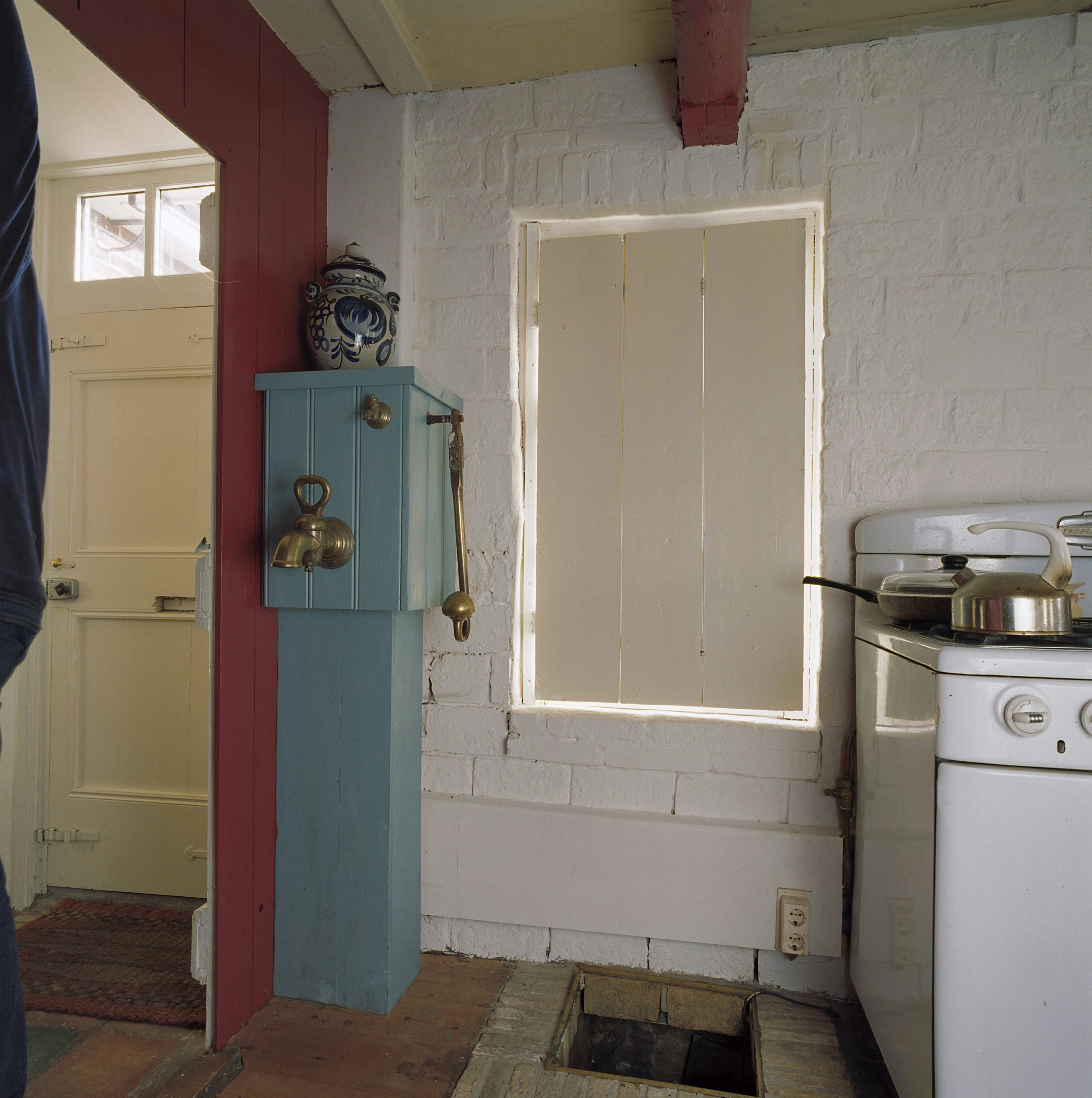
Pompe domestique, Niehove, Hollande
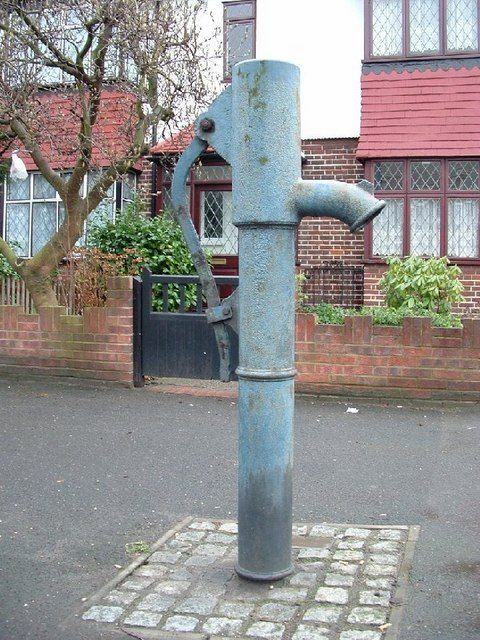
Pompe, Chadwell Heath, Royaume-Uni
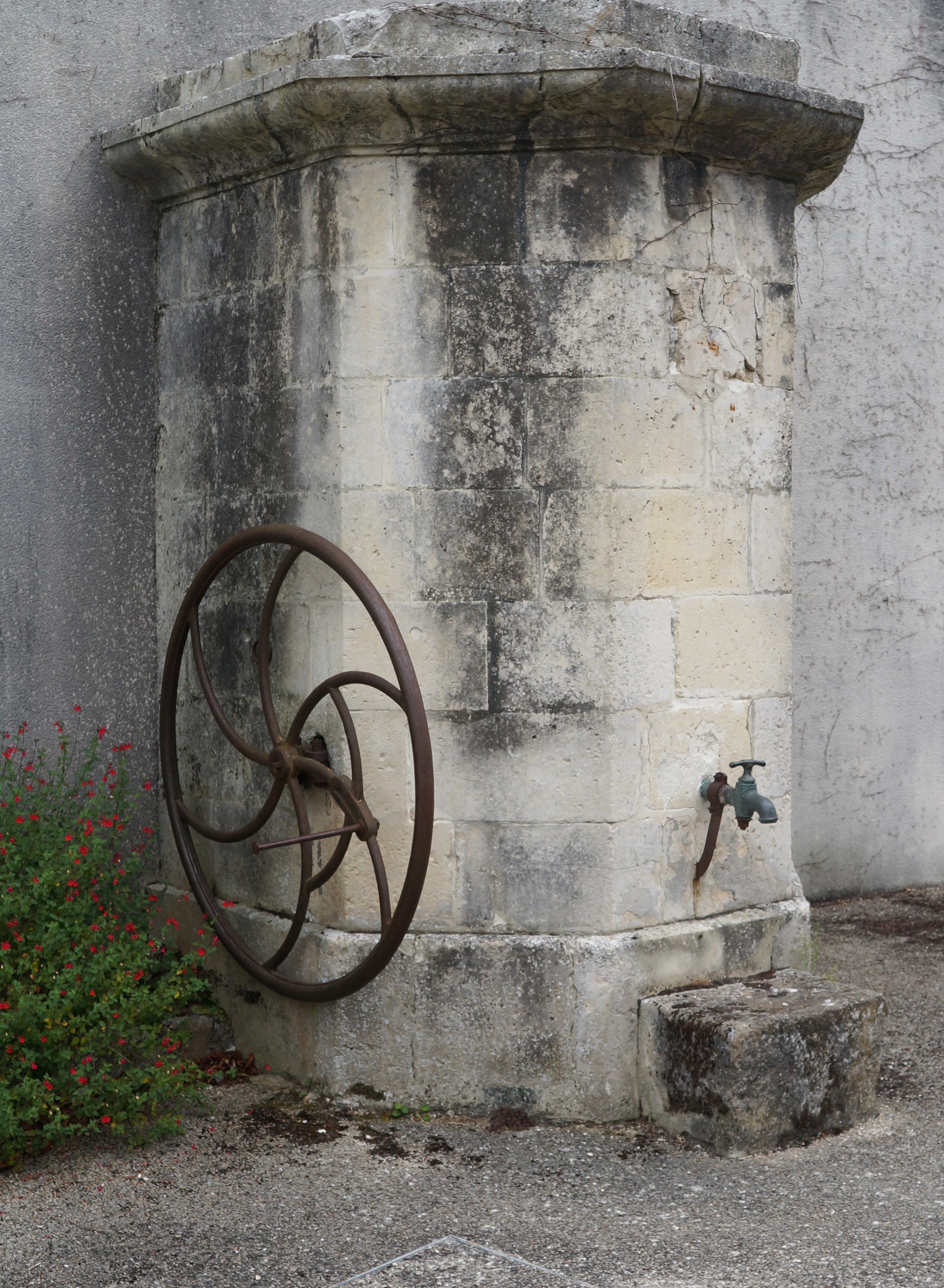
Pompe à eau de village, Chaillé-les-Marais.- France.
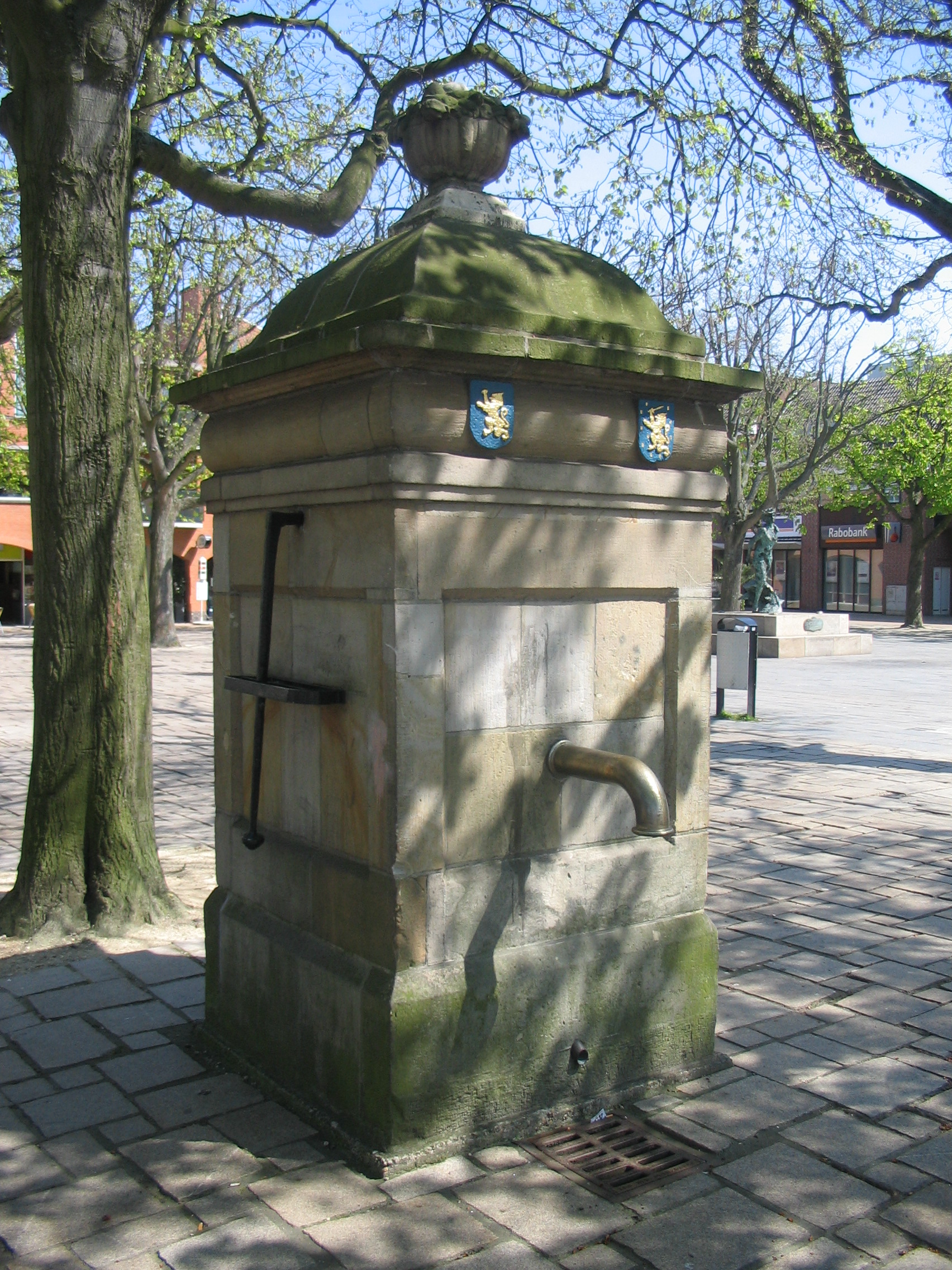
Pompe à eau de village, 's-Gravenzande, Hollande, XVIIIe siècle.
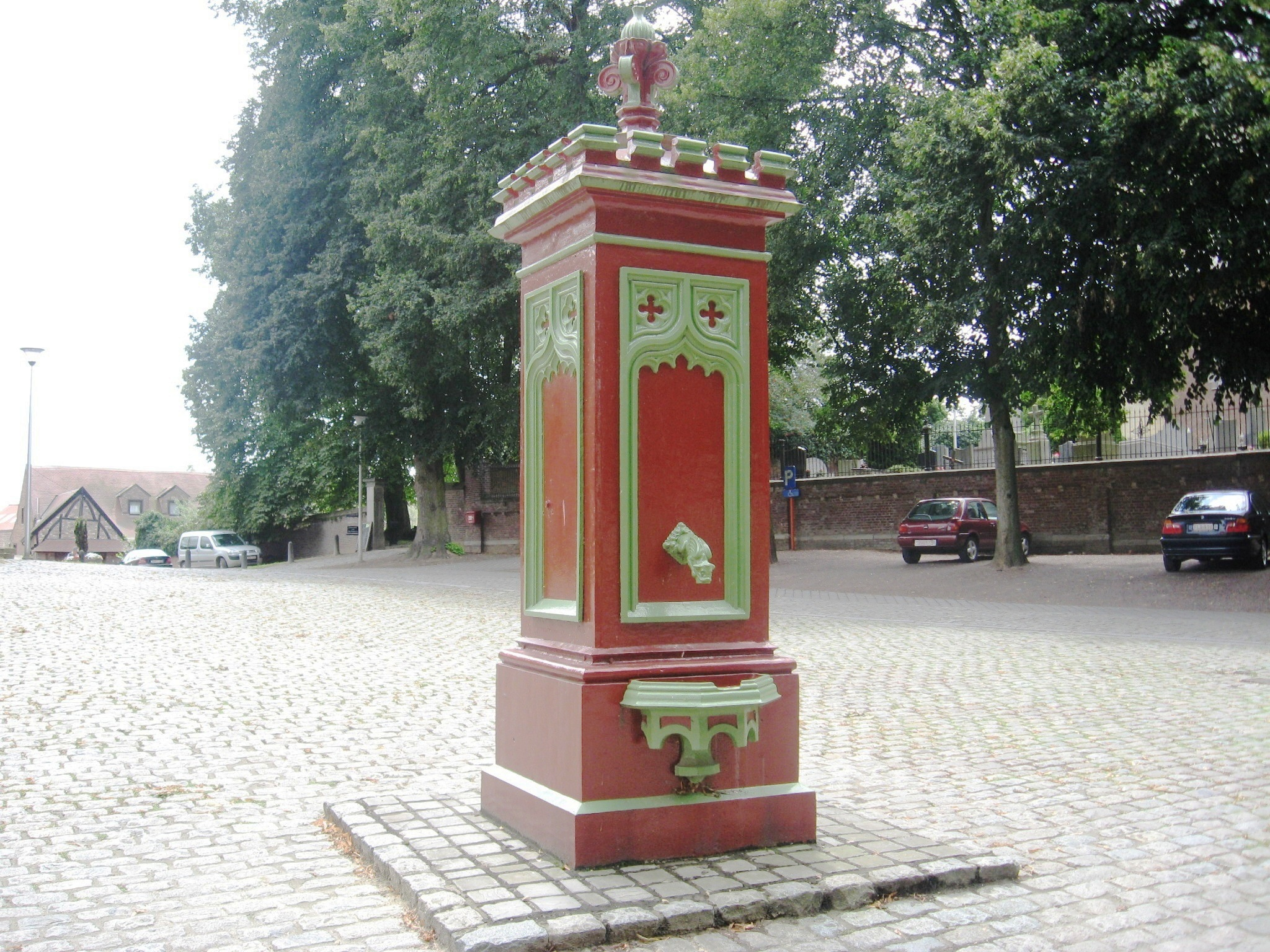
Gors-Opleeuw, Belgique.
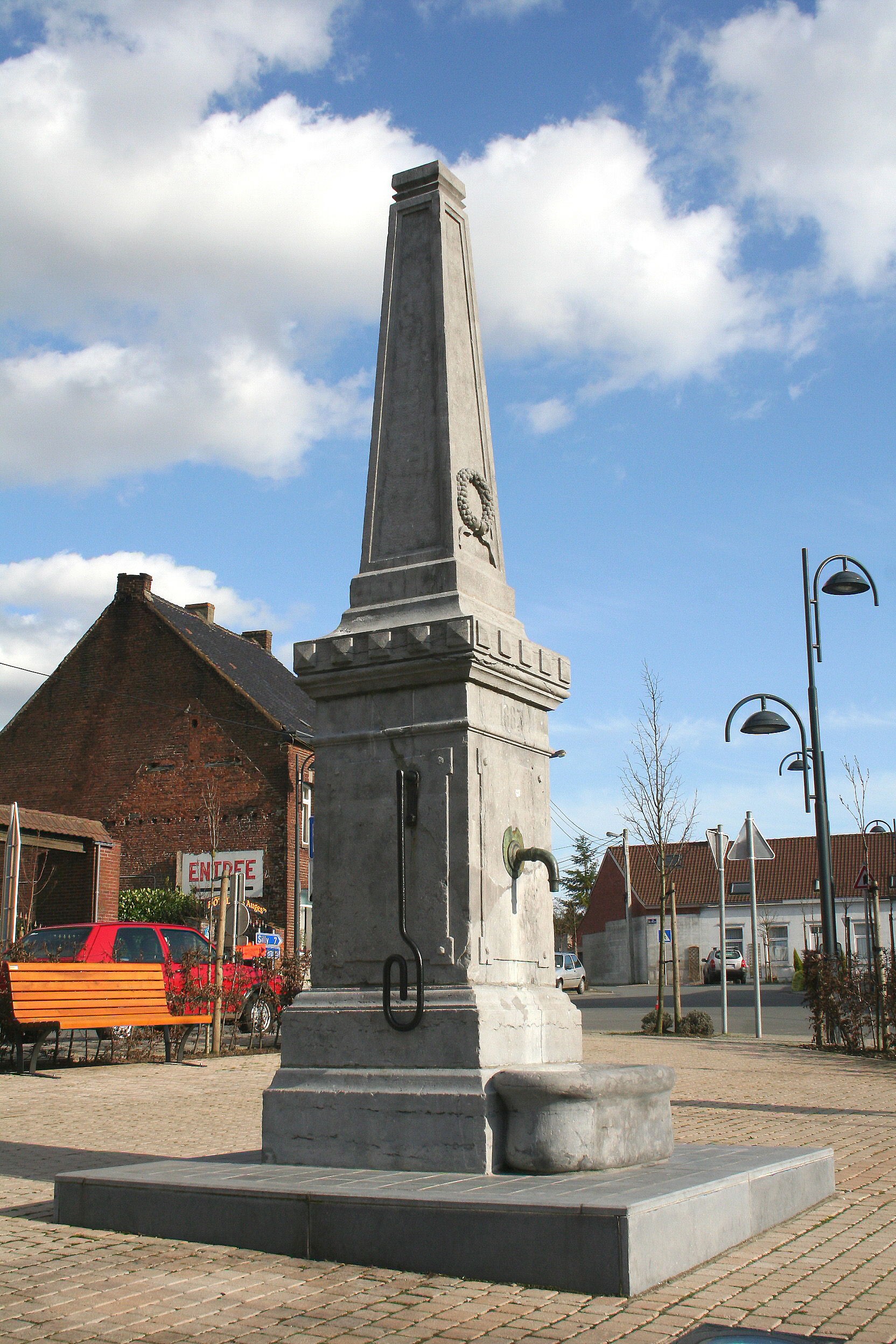
Pompe à eau manuelle Xavier Riche Brugelette, Belgique, 1883.
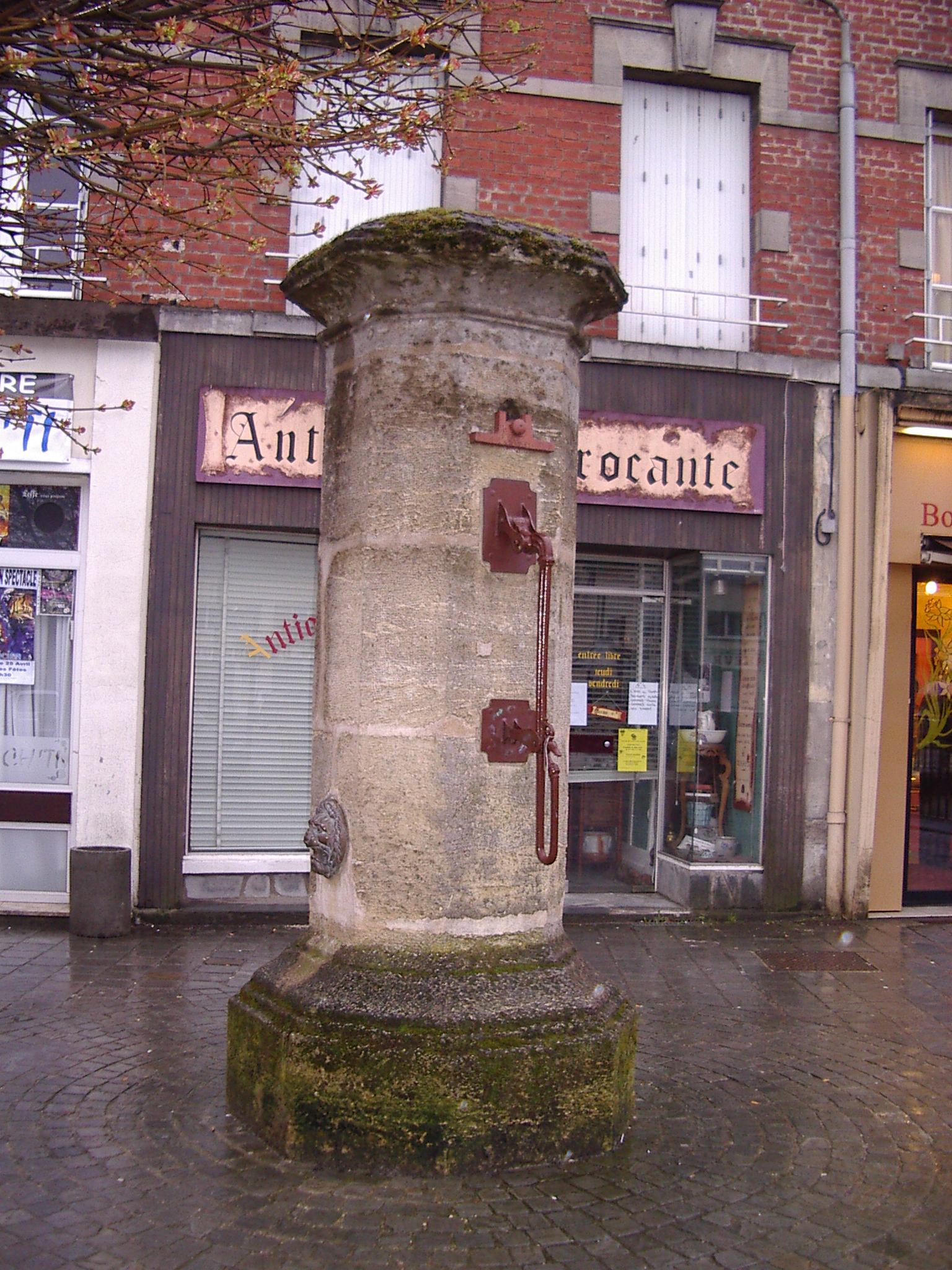
Ancienne Fontaine, Vrigne-aux-Bois, France
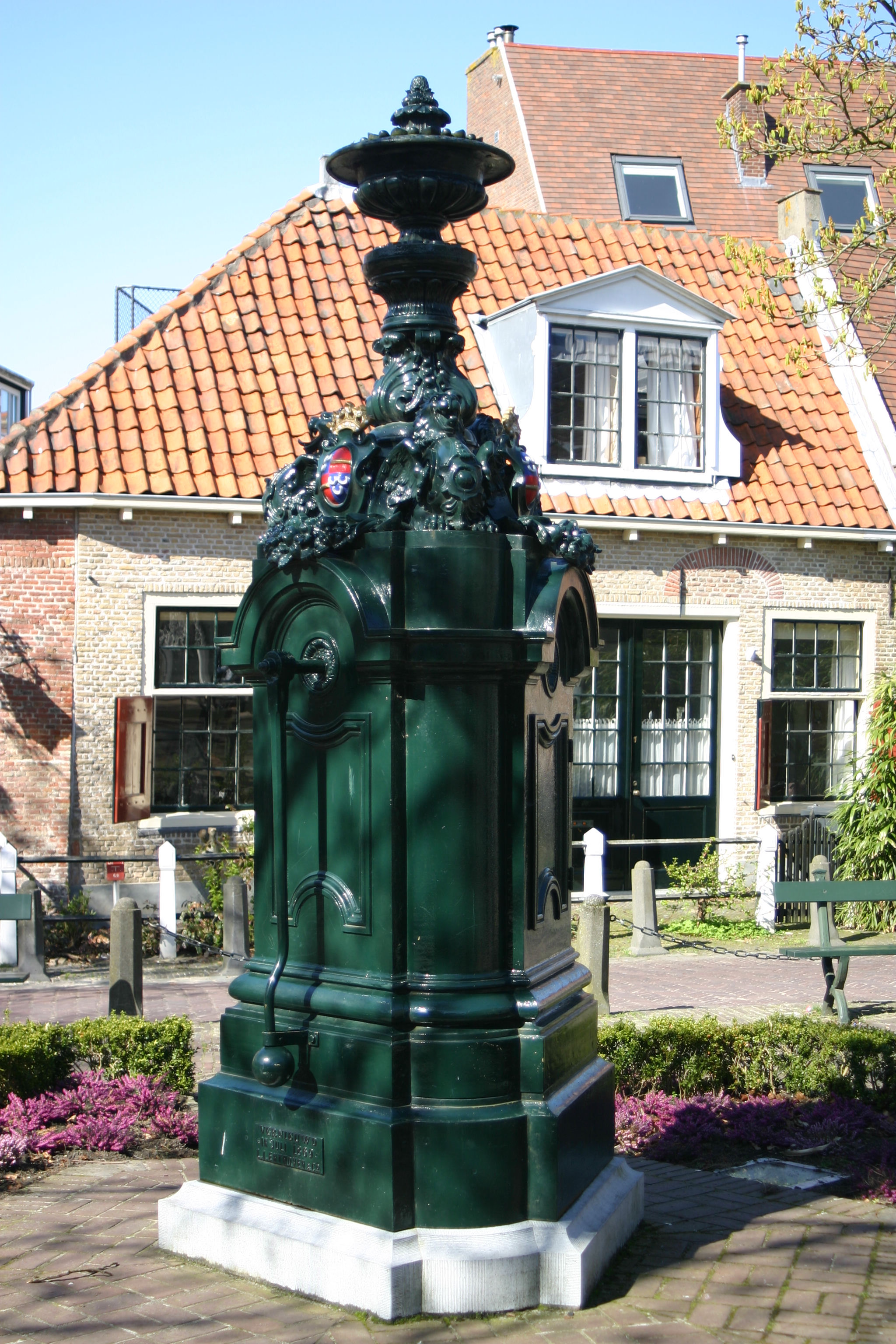
Wassenaar, Hollande
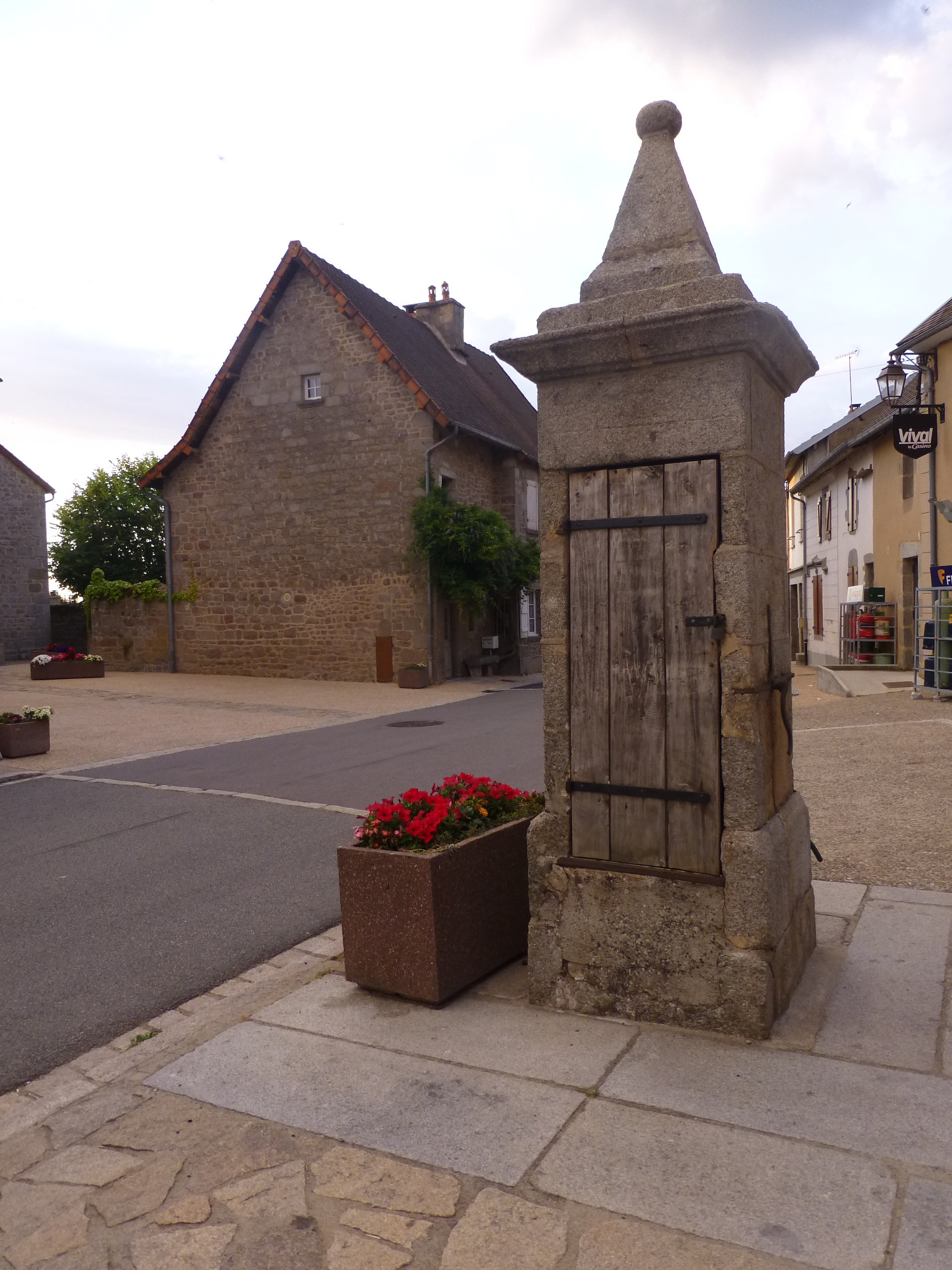
Ancienne pompe à eau à Bellegarde-en-Marche, Creuse, Nouvelle-Aquitaine, France

## Pompe à bras de pompier

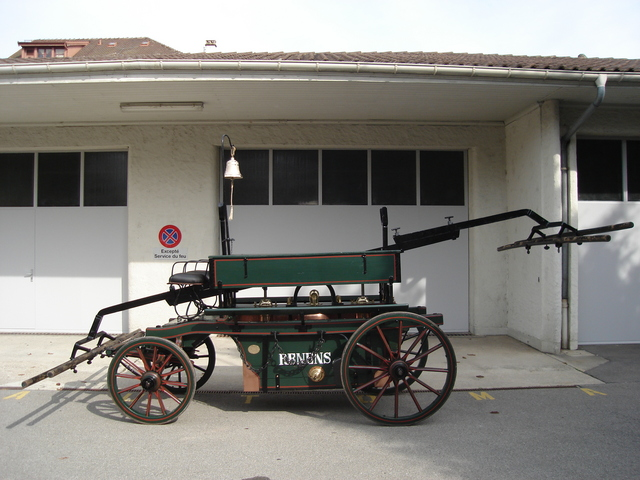
Pompe à bras de la Ville de Renens datant de 1871, restaurée en 2006

Variante de la machine de Ctésibios, un balancier permet d'actionner un ou deux pistons à la force de l'homme. Ces pistons poussent l'eau dans une cloche de pression de laquelle partent une ou plusieurs sorties permettant la connexion d'une conduite de refoulement. Les pompes à bras étaient hippo-attelées ou tirées par les pompiers.